# Diederich Schrötteringk
Diederich Schrötteringk (* 17. August 1597 in Hamburg; † 7. Dezember 1678 ebenda) war ein deutscher Kaufmann und Hamburger Oberalter.

## Herkunft und Familie
Schrötteringk war ein Sohn des Oberalten im Kirchspiel Sankt Petri Jürgen Schrötteringk (1551–1631) aus dessen zweiter Ehe mit Anna von Holten (1577–1643). Der Hamburger Bürgermeister Johann Schrötteringk (1588–1676) war ein Halbbruder aus der ersten Ehe seines Vaters und der Protonotar Hinrich Schrötteringk (1611–1686) sein jüngerer Bruder.
Schrötteringk war mit Barbara Timm († 1640) verheiratet. Der älteste Sohn aus dieser Ehe, Jürgen Schrötteringk (1622–1670), wurde Oberalter im Kirchspiel Sankt Katharinen.

## Leben und Wirken
Als Kaufmann wurde Schrötteringk 1628 an den Admiralitätszoll gewählt, 1629 an die Brotordnung, 1630 an die Bier- und Weinaccise, 1632 an den Bakenzoll, welcher zur Sicherung der Elbschifffahrt erhoben wurde, 1637 als Vorsteher an das Waisenhaus und 1639 zum Bauhofsbürger. Am 31. August 1641 wurde Schrötteringk Kriegskommissar, 1642 an die Verwaltung der Hamburger Wallanlagen und 1646 zum Provisor des Zuchthauses gewählt. Am 29. Dezember 1647 wurde er zum Bancobürger und schließlich am 8. April 1650, als Nachfolger des zum Ratsherrn gewählten Jürgen Möller (1595–1662), zum Oberalten im Kirchspiel Sankt Katharinen gewählt. In den Jahren 1650 und 1666 war Schrötteringk Präses des Kollegiums der Oberalten. Nachdem er 17 Jahre dieses Amt verwaltet hatte, trat Schrötteringk 1667 altershalber zurück. Als Oberalter folgte ihm am 6. Mai 1667 Diederich Hoppe (1603–1670) nach.